# 요한 올라브 코스
요한 올라브 코스(노르웨이어: Johann Olav Koss, 1968년 10월 29일~)는 노르웨이의 스피드스케이팅인이다. 1980년대 후반부터 노르웨이 각종 국내 대회에 우승했고 1990년 세계 올라운드 선수권 대회에서 우승했다. 1992년 동계 올림픽에서 1500m 금메달, 10000m 은메달을 획득했고 1994년 고국 노르웨이 릴레함메르에서 열린 1994년 동계 올림픽 1500m, 5000m, 10000m 부문에서 모두 세계 신기록을 세웠다.
1994년 올림픽 후에 같은 해에 열린 월드컵에 2회 참가한 후 선수 경력을 마감했으며 이후 의사가 되었다. 유니세프 대사와 국제 올림픽 위원회 선수위원을 지냈고, 개발도상국의 청소년 체육 지원 사업을 하는 단체를 설립하여 활동하고 있다.

## 기록

### 세계 기록
선수 생활 도중 모두 열 번의 세계 신기록을 작성했다.
| 종목     | 기록     | 날짜            | 장소       |
| -------- | -------- | --------------- | ---------- |
| 3000m    | 3.57,52  | 1990년 3월 13일 | 헤이렌베인 |
| 5000m    | 6.41,73  | 1991년 2월 9일  | 헤이렌베인 |
| 10000m   | 13.43,54 | 1991년 2월 10일 | 헤이렌베인 |
| 개인종합 | 157.396  | 1991년 2월 10일 | 헤이렌베인 |
| 5000m    | 6.38,77  | 1993년 1월 22일 | 헤이렌베인 |
| 5000m    | 6.36,57  | 1993년 3월 13일 | 헤이렌베인 |
| 5000m    | 6.35,53  | 1993년 12월 4일 | 하마르     |
| 5000m    | 6.34,96  | 1994년 2월 13일 | 하마르     |
| 1500m    | 1.51,29  | 1994년 2월 16일 | 하마르     |
| 10,000m  | 13.30,55 | 1994년 2월 20일 | 하마르     |

출처: SpeedSkatingStats.com

## 수상
- 오스카르 마티센 상(1990, 1991, 1994)
- 스포츠 일러스트레이티드 올해의 스포츠 인물(1994)
- PAP 올해의 유럽 선수(1994)
- 노르웨이 올해의 스포츠 선수(1991, 1994)
- 모르겐블라데 금메달(1990)
- 레고상(2013년)

### 서훈
- 노르웨이 왕실공로장 1급 기사장(2011년 3월 29일)
- 캐나다 훈장 명예 구성원(2015년, 정원 외 외국인 대상)